# 76
Cette page concerne l'année 76  du calendrier julien. Pour l'année 76 av. J.-C., voir 76 av. J.-C. Pour le nombre 76, voir 76 (nombre).
L'année 76 est une année bissextile qui commence un lundi.

## Événements
- Début du pontificat de Clet ou Anaclet[1] (fin en 88).

## Naissances en 76
- 24 janvier : Hadrien, empereur romain d'origine espagnole (mort le 10 juillet 138).

## Décès en 76
- Asconius, grammairien latin.